# Shirley Thomas
Shirley Anne Thomas-Burgess, angleška atletinja, * 15. junij 1963, London, Anglija, Združeno kraljestvo.
Nastopila je na olimpijskih igrah leta 1984, ko se je uvrstila v četrtfinale teka na 100 m. Na svetovnih prvenstvih je osvojila srebrno medaljo v štafeti 4x100 m leta 1983, kot tudi na evropskih prvenstvih leta 1982.